# タイムレコーダー

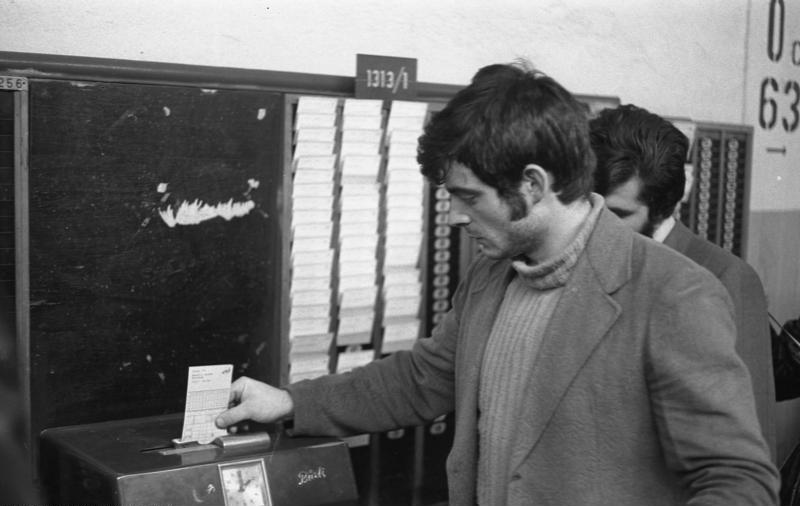

タイムレコーダー (英: time recorder, time clock, clock card machine, punch clock) は、主に労働者が出勤した日付、出退勤時刻を記録する用途に用いられる器械。

## 用途
タイムレコーダーは主に企業で使用され、労働者が出勤した日付、出勤時刻、退勤時刻を記録する用途に用いられる。中には労働時間や時間給計算を人間に代わって計算する利便性の高いものも存在する。
記録をするための媒体としてタイムカードという紙製のカードを用いる。タイムカードをタイムレコーダーに挿入することで、挿入した時の時刻がその場で印字され、出勤・退勤などの時刻を記録する。この際、時刻の他に労働時間数などを併せて印字するものもある。タイムカード1枚で労働者1人の1ヶ月分の勤怠情報（出勤・退勤時刻など）を記録することができる。
タイムカードに時刻の印字を行うことを打刻という。

## 種類
従来型の紙（タイムカード）に印字するものの他、タイムカードの代わりにICカードや指紋・指静脈などの生体認証方式のもの、パソコンで勤怠管理が可能なものもあり、一部のオフィスなどでは従来のタイムカード式に取って代わられている。だが、主流は今でも紙（タイムカード）を用いるもので、誰にも扱いやすいことから、パートタイマーやアルバイト労働者が多い商店などでは人気がある。従来型のタイムカードを用いる理由としては、ICカードなどの方式より本体価格が安価であること、紙に印字する方式を用いることでパソコンなどを使用せずとも誰でも印字を確認できることなどが挙げられる。

## 仕組み
タイムレコーダーは大きく分けて下記の要素で構成される。
時計
通常、前面の目立つ位置に時計が設置されている。アナログ・デジタルのどちらかを搭載することが多いが、まれに両方を表示するモデルもある。この時計は後述のプリンタと連動しており、時計が指している時刻をプリンタが印字する仕組みになっている。時刻は勤怠管理上重要な要素であるため、精巧なものや電波時計など、時刻の誤差が極めて少ないものが搭載される。
ボタン
タイムレコーダーの上部または前面に出勤・退勤などの押しボタンが設けられている。出勤時は「出勤ボタン」を押した後、タイムカードを挿入し、退勤時は「退勤ボタン」を押した後、タイムカードを挿入する。この他に私用外出を表す「外出」やそこからの「戻り」の時刻を印字するボタンを搭載するモデルもある。
タイムカード挿入口
本体上部にある、スリット（穴）。異物がタイムレコーダー内部に入るのを防ぐため、タイムカードの幅・厚さに合わせて作られている。中には異物の侵入を防ぐための蓋が設置してあるモデルもある。ここにカードが挿入されたことを検知するセンサー（ほとんどの場合、機械式でプラスチックの棒）が搭載されている。
タイムカード搬送部
挿入されたタイムカードを本体内部に引き入れる為のレールと、モーター、ローラーから構成される。タイムカードが挿入され、それをセンサーが検知すると、タイムカード搬送部のローラーがモーターにより稼動し、挿入されたタイムカードをタイムレコーダー内部のプリンター印字位置まで搬送する。
プリンター
タイムカードに印字をするためのプリンター。現行品ではドットインパクトプリンターが用いられることがほとんどだが、かつては活字を用いるものが主流だった。前述の搬送部では、レール上をタイムカードが移動するため、縦方向の印字位置は合わせることができるが、横方向の印字位置については合わせることができない。このため、プリンターはレール上を左右に移動し、調整した後で印字をすることになる。
挿入口から挿入されたタイムカードは搬送部を通り、プリンターによる印字（打刻）が行われた後、搬送部を逆戻りして挿入口から排出される仕組みになっている。

## 歴史
世界で初めてタイムレコーダーが生まれたのは19世紀のアメリカで、雇用者の賃金計算を円滑にする目的で、ジョン・C・ウィルソン（John C. Wilson）によって発明された。当時のタイムレコーダーは紙テープに時間を刻む方式であり、後にタイムカードを用いて、印字する方式が発明された。
日本国内では1931年に、アマノを興した天野修一の発明による電気式タイムレコーダーが最初で、機械での字送り、時間印字も電気によって行われるという画期的なものであった。この国産タイムレコーダーは時の総理大臣、濱口雄幸の奨励を受けている。その後、企業社会が発展し、給与体系が複雑化してくると賃金計算に便利なタイムレコーダーの需要は益々高まっていった。そうしたニーズに応えたのが、時給設定や集計などを自動で行ってくれる集計タイムレコーダーであり、今日ではビジネスで特に重要なツールの一つになっている。また、時計をデジタル化した電子タイムレコーダー、PCに接続して、集計結果を表計算式で参照してくれるタイムレコーダーソフト、インターネットを介したASP方式のインターネットタイムレコーダーなど、時代のニーズに合ったタイムレコーダーが発明されるようになった。
更に今度は指紋や声帯などで個人を照合し（厳重な秘密保持を必要とする施設や部屋において用いられる電子錠と同様の方式）、時間を管理するタイムレコーダーが研究段階となっており、タイムカードを用いる手作業の手間を省略することがキーとなっている。
果ては企業の社員証（身分証明書）や、大学の学生証と一体化したものもある。学生証一体型は出欠確認に用いられる（授業5分前から5分後までにチェックしなければ出席とはならないという。立命館大学・長野大学などで導入）。

## 他の用途
自動改札機が設置されていない鉄道駅や有料施設の入場日時記録、タクシーチケットの利用時間記録、運輸などで荷物の集配時刻を管理するものや、パーキングエリアなどで使用時間・駐車料金を計算するシステム、警備員が施設内巡回をする場合にチェックポイントを通過した証明に記録をする「パトロールレコーダー」などがあり、これらもタイムレコーダーの一種である。